# Filippo Hercolani, I principe Hercolani
Filippo Hercolani, I principe Hercolani (Bologna, 30 aprile 1663 – Bologna, 24 gennaio 1722), è stato un nobile, politico, diplomatico, bibliofilo e criminale italiano.

## Biografia

### I primi anni e la condotta criminosa
Filippo nacque a Bologna il 30 aprile 1663, figlio del nobile Alfonso Hercolani, e di sua moglie, la nobildonna romana Anna Maria Lanci.
In gioventù venne educato nel collegio dei gesuiti di Bologna, ma già dal 23 gennaio 1687 risultò legato ad un fatto criminoso: il consiglio cittadino lo condannò infatti a morte ed alla confisca dei beni come mandante dell'aggressione materiale avvenuta ai danni di Stefano Consarelli, notaio locale, nonché per l'uccisione di Giuseppe Maria Colonna avvenuta l'anno precedente. Decise di rifugiarsi a Lucca, città dove rimase per qualche tempo e dove chiese ed ottenne la mano di Maria Maddalena Trenta, figlia di Jacopo, il quale era senatore in città e più volte era stato gonfaloniere della repubblica di Lucca, nonché imparentato per parte di madre col cardinale Giovanni Battista Castrucci. Tale unione gli fu possibile anche grazie alla cospicua eredità lasciatagli dal genitore, morto in quello stesso anno, riuscendo ad impegnare la ragazza con l'aiuto del fratello e del cardinal legato del pontefice a Bologna, quando pure sulla medesima aveva posato anche gli occhi il principe ereditario di Danimarca, Federico, venuto in visita a Lucca proprio in quell'anno. A breve distanza dalla celebrazione del matrimonio, ad ogni modo, probabilmente a causa della cattiva condotta del futuro marito, Maria Maddalena decise di intraprendere la via della clausura ritirandosi in convento e rendendo così impossibile la sua unione con Filippo.
Il ritorno dell'Hercolani a Bologna non fu ad ogni modo per lui indolore in quanto il cardinal legato gli consegnò la grazia per i suoi delitti solo quando dimostrò pubblicamente di essersi pentito, aver pagato la somma di 2200 ducatoni ed avendo dimostrato di aver "fatto pace" con le parti offese.

### Il favore imperiale
Dotato di una notevole fortuna personale e di spiccate doti diplomatiche, si pose al servizio dell'Imperatore come ambasciatore presso la corte di modena, venendo creato Ciambellano Imperiale da Leopoldo I del Sacro Romano Impero, il quale nel 1696 gli concesse il titolo di marchese di Blumberg. In quello stesso anno, a Modena, venne coinvolto in una lite col cardinale Francesco Barberini iuniore al punto che l'Hercolani giunse a tentare di farlo uccidere da due sicari. Anche in questo caso, la situazione venne risolta poco dopo a Milano grazie alla mediazione del marchese Carlo Borromeo Arese. Dopo un breve ritorno a Bologna, nel 1698 si portò a Venezia e poi nuovamente a Milano dove si scontrò in duello col principe Francesco Pio di Carpi, questa volta per via di una prostituta veneziana da lui protetta. Per questo ennesimo atto aggressivo, venne bandito dalla città dove venne autorizzato a fare ritorno dall'anno successivo su pressioni di Guglielmina Amalia di Brunswick-Lüneburg, da poco moglie dell'erede al trono imperiale, Giuseppe d'Asburgo. Fu proprio grazie alla principessa austriaca che l'Hercolani ottenne, il 26 marzo del 1699, il titolo di principe del Sacro Romano Impero. Sposò in quello stesso anno la marchesa normanna Charlotte de Moy, dama di compagnia della principessa imperiale, che morì però precocemente l'11 febbraio 1700, lasciando così per sempre Vienna dove da qualche tempo si era trasferito, risiedendo a corte.
Nel maggio del 1700 si portò a Roma dove visse quasi stabilmente sino al 1702 quando, mentre si trovava a Venezia, per ordine di Clemente XI che mal aveva da sempre tollerato la sua condotta, venne bandito dallo Stato Pontificio. Tale decisione del pontefice era stata condizionata anche dalla denuncia fattagli pervenire dal duca Luigi Giuseppe di Borbone-Vendôme, comandante supremo dell'esercito francese in Italia, di una patente di bravi da lui concessa ad alcuni briganti che per suo conto operarono in Lombardia durante la Guerra di successione spagnola. Il duca di Vendôme pensò di recapitare la medesima lettera di avviso anche alla Repubblica di Venezia nella speranza che anche questa volesse espellerlo dai propri domini, ma anzi il senato veneziano ritenne di non dover dar peso al fatto.
Il 17 febbraio del 1703, Leopoldo I nominò Filippo Hercolani suo consigliere "aulico" proprio mentre si trovava a risiedere a Venezia. Nel 1703, il 6 ottobre, era stata sempre la principessa imperiale a predisporre per lui il matrimonio con la contessa bolognese Porzia Bianchetti Gambalunga, la quale gli portò una ricca dote di 70.000 lire. Da questo matrimonio nacque la sua prima figlia, Maria Margherita (1704 - 1712).

### L'ambasceria imperiale a Venezia
Nel 1704, inoltre, era succeduto alla carica di ambasciatore imperiale a Venezia, sempre sotto gli auspici della principessa imperiale che fungeva da sua protettrice onnipresente, ma la sua nomina era stata improvvisamente bloccata per la morte dell'imperatore Leopoldo I, dovendosi attendere il tempo necessario per garantire l'incoronazione dell'arciduca Giuseppe a suo successore. Durante il periodo come ambasciatore imperiale a Venezia, prese alloggio stabilmente dapprima al convento dei Serviti della città per poi prendere in affitto un intero piano del signorile Palazzo Coccina (oggi Papadopoli) nel sestiere di San Polo, presso la Chiesa di Sant'Aponal, sul Canal Grande, dove tenne sfarzosi ricevimenti, pagando la somma di 1100 ducati annui. Il suo operato come ambasciatore fu piuttosto ordinario, limitandosi perlopiù a regolare il passaggio delle truppe austriache sul suolo veneziano nel corso della Guerra di successione spagnola e dell'Assedio di Torino. Ebbe in quegli anni altri due figli, Isotta (1709-1716) ed Alfonso (1710-1761), dopo i quali prese la decisione di far rinchiudere la moglie nella fortezza di Modena, sotto la stretta sorveglianza del duca Rinaldo d'Este, per paura che essa volesse fuggire per la sua dissoluta condotta. La donna morì in prigionia il 26 aprile 1711.

### Gli ultimi anni
Il 31 marzo 1714 si portò a Vienna per restituire nelle mani dell'imperatore il legato d'ambasceria su Venezia ed in quell'occasione venne nominato consigliere di stato del Sacro Romano Impero. Si sposò in terze nozze nel 1718 con Adelaide Genghini, dalla quale però non ebbe ulteriori figli.
Appassionato bibliofilo, raccolse nella propria biblioteca personale numerosi volumi reperiti nel corso delle proprie esperienze all'estero e una vasta raccolta di manoscritti e autografi che venne conservata dalla famiglia sino al 1845 per poi passare alla biblioteca dell'Archiginnasio di Bologna.
Morì a Bologna il 24 gennaio 1722.

## Matrimoni e figli
Filippo si sposò tre volte: in prime nozze, si sposò nel 1699 a Vienna con la marchesa normanna Charlotte de Moy (m. 1700), dalla quale però non ebbe figli.
Si sposò in seconde nozze a Bologna nel 1703 con la contessa bolognese Porzia Bianchetti Gambalunga (m. 1711), dalla quale ebbe i seguenti eredi:
- Maria Margherita (1704 - 1712)
- Isotta (1709 - 1716)
- Alfonso (1710 - 1761), II principe Hercolani

Alla morte della seconda moglie, si sposò in terze nozze a Bologna nel 1718 con la nobildonna Adelaide Genghini, dalla quale però non ebbe figli.